# Philippe Aigrain
Pour les articles homonymes, voir Aigrain.
Philippe Aigrain, né le 15 juillet 1949 à Neuilly-sur-Seine et mort le 11 juillet 2021 à Sers (Hautes-Pyrénées),,, est un informaticien, chercheur, ancien chef du secteur technique du logiciel à la Commission européenne. Ses idées sont devenues emblématiques dans le militantisme en faveur des biens communs et contre les abus de la propriété intellectuelle et de l'appropriation de l'information par une minorité d'acteurs économiques. Ses analyses sont notamment développées dans son livre Cause commune : l'information entre bien commun et propriété (sous licence Creative Commons), devenu une référence dans la réflexion sur le sujet.

## Biographie
À la fin des années 1970, Philippe Aigrain participe à la revue critique Interférences, qui accompagne le mouvement des radios libres. Il y coordonne notamment un dossier sur l'informatique.
En 1980, il obtient un doctorat en informatique de l'université Paris VII-Denis-Diderot sur « L'interprétation globale des expressions APL ». En 1991, il obtient une habilitation à diriger des recherches.
De 1986 à 1996, il dirige une équipe de recherche à l'Institut de recherche en informatique de Toulouse (IRIT) en indexation multimédia, où il travaille en particulier sur la segmentation en plans, ou les interfaces homme-machine pour la recherche d'information multimédia[source insuffisante].
En 2003, il a créé et dirigé une entreprise (Sopinspace) de développement de logiciels libres et de services basés sur ces derniers dans le domaine des systèmes d'information.

### Soutien au logiciel libre et à l'Open data
De 1996 à 2003, Philippe Aigrain contribue à développer des politiques de soutien au logiciel libre au sein de la Commission européenne.
Dans un texte de 2003 intitulé « Pour une coalition des biens communs »[source insuffisante], il lance l'idée d'une coalition européenne des biens communs réunissant les tenants des biens communs informationnels et ceux qui se battent pour la reconnaissance des biens communs support physique d'un patrimoine vivant ou immatériel et culturel, notamment dans les trois domaines en convergence que sont l'environnement, le commerce équitable et l'altermondialisation.
En 2005, il devient un acteur-clé de la lutte contre le projet européen de brevetabilité des logiciels.  Dans une tribune « Liberté pour les logiciels » publiée dans Le Monde, il met en garde sur l'omniprésence d'acteurs économiques en sensibilisant des enjeux du traitement de l'information à base logicielle pour garantir l'innovation et l'accessibilité à tous les citoyens :  

« [Le logiciel,] c'est l'instrument de base de toute science ; la grammaire invisible de l'expression de chacun et la trame des échanges entre tous ; mais aussi l'instrument du diagnostic médical et de certaines thérapeutiques. Qui peut contrôler l'innovation logicielle, la canaliser ou la restreindre à son profit détient un pouvoir aux extrêmes conséquences. »

La même année, il publie son ouvrage Cause commune, l'information entre bien commun et propriété initialement chez Fayard, puis Publie.net. Il pose une analyse où une minorité économique, sociale et culturelle représentée par de grands groupes tend à vouloir supprimer les biens communs informationnels. Les représentants politiques confondraient leurs intérêts avec ceux de cette minorité. L'objectif, au travers de propositions de réforme de la propriété intellectuelle, est d'atteindre un nouvel équilibre entre biens communs et propriété.
Il intervient également dans les débats suscités par le projet de loi DADVSI. Il dénonce l'omniprésence des lobbyistes qui réclament l’extension du champ d’application de la propriété intellectuelle. Dans son ouvrage Internet et création publié en 2008, il propose un modèle de financement de la culture qu'il nomme la « contribution créative » et qu'il envisage comme une solution complémentaire au revenu de base inconditionnel. Le principe vise à un financement mutualisé de la création culturelle à travers les internautes, qui permettrait de légaliser le partage d’œuvres en ligne. Il préconise également que les fonctions éditoriales ou de médiation à valeur ajoutée  s’adaptent aux nouvelles conditions créées par le numérique.
Il est aussi administrateur du Software Freedom Law Center aux côtés d'Eben Moglen et de Lawrence Lessig, et garant du NEXA Center for Internet & Society aux côtés de Charles Nesson et de Yochai Benkler. 
En 2008, Philippe Aigrain cofonde l'association La Quadrature du net  qui défend les droits fondamentaux et les libertés dans l’espace numérique.
Enfin, Philippe Aigrain est cofondateur du webmédia Nonfiction. Il est également président et associé de la société d'édition littéraire Publie.net créée par l'écrivain François Bon.

### Aide aux migrants
Philippe Aigrain est un fervent défenseur de la cause des migrants. En collaboration avec Marie Cosnay, il a été l’un des initiateurs de la campagne « J’accueille l’étranger »  en proposant un  badge assorti du slogan  pour donner de la visibilité aux actions solidaires envers les réfugiés,.

## Publications
- Cause commune, l'information entre bien commun et propriété, 2005, Fayard.  (ISBN 2-213-62305-8) - Page Internet du livre (creative commons téléchargeable en PDF). Rééd. en numérique aux éditions Publie.net, 2012. -  (ISBN 978-2-8145-0659-6)
- Internet & Création - Comment reconnaître les échanges hors-marché sur internet en finançant et rémunérant la création ?, 2008, InLibroVeritas,  (ISBN 978-2-35209-177-6) - sous licence Creative Commons BY NC ND 2.0.
- Sharing, Culture and the Economy in the Internet Age, 2012, Amsterdam University Press,  (ISBN 9789089643858).
- Sœur(s). - Éditions Publie.net, 2020.  (ISBN 978-2-37177-601-2)
- Jachère, Éditions Publie.net (distribué par Hachette Livres), 2023.   (ISBN 978-2-37177-633-3)

### Participations à des œuvres collectives
- Surveillances. - Publie.net, 2016. (avec les textes de Noémi Lefebvre, Christian Garcin, Marie Cosnay, Céline Curiol, Claro, Carole Zalberg, Bertrand Leclair, Miracle Jones, Cécile Portier, Isabelle Garron,  Catherine Dufour et Philippe Aigrain ). -  (ISBN 978-2-37177-456-8)